# Peter Dinklage
Peter Hayden Dinklage (/ˈdɪŋklədʒ/ DINK-lij, sinh ngày 11 tháng 6 năm 1969) là một nam diễn viên người Mỹ. Ông đã nhận được nhiều giải thưởng, bao gồm một giải Quả cầu vàng và bốn giải Emmy.
Sinh ra ở Morristown, New Jersey, và lớn lên ở Brookside, Dinklage là một chàng lùn (loạn sản sụn) và cao 4 foot 5 inch (1,35 m). Ông đã bắt đầu hành động như một đứa trẻ trong một lớp năm sản xuất của Các Nỉ Thỏ. Ông học diễn xuất ở Cùng Đại họcvới sự tham gia trong một số, sân khấu. Phim của mình đã Sống trong lãng Quên (năm 1995) và ông bước đột phá đến với bộ phim hài kịch nhân viên Trạm (2003). Ông đã xuất hiện trong nhiều bộ phim như phim hài Elf (2003), phim Hãy chứng minh tôi đã phạm tội (2006), các siêu anh hùng hài kẻ Yếu (2007), phim viễn tưởng Biên niên sử Narnia: Hoàng tử Caspian (năm 2008), các phim siêu anh hùng: X-Men: Ngày tương lai của quá Khứ (2014), Avengers: Trận Chiến Vô Cực (năm 2018) và phim Hài kịch đen Ba Bảng ở bên Ngoài Xuống, Missouri (2017).
Năm 2011, Dinklage vào vai Tyrion Lannister trong series phim Game of Thrones của HBO, nhờ đó đã giành giải Emmy cho Diễn viên phụ xuất sắc trong một bộ phim truyền hình vào năm 2011 và 2015, cũng như nhận được liên tiếp Emmy đề cử từ năm 2011 vào năm 2016. Ông cũng sẽ một quả Cầu Vàng cho các Actor – Loạt Phim hoặc Phim Truyền hình vào năm 2012. Nhờ thành công của loạt phim này, Dinklage là một trong những diễn viên được trả lương cao nhất trên truyền hình.